# James Skivring Smith
James Skivring Smith (ur. w 1825 w Charleston – zm. w 1884) – liberyjski polityk wywodzący się z Prawdziwej Partii Wigów. 
Od 4 listopada 1871 do 1 stycznia 1872 sprawował funkcję prezydenta. Był najkrócej urzędującym prezydentem w historii kraju.